# Jan Jonston
Jan puis John Jonston (son prénom est souvent francisé en Jean ou latinisé en Johannes), né le 3 septembre 1603 à Szamotuły en Pologne et mort le 8 juin 1675, est un médecin auteur d'une encyclopédie zoologique parfois dite Histoire des animaux.

## Biographie
Son père, Simon Jonston, et ses deux frères émigrent de la république des Deux Nations en Écosse. John Jonston fait ses études auprès d’un de ses oncles médecin. Il entre, en 1611, à l’école des Frères tchèques à Ostroróg, puis au Schoenaichianum de Bytom et, enfin, à partir de 1619 au gymnasium de Toruń de Prusse. Sa religion protestante l’empêche d’accéder à l’université Jagellonne, aussi il étudie à l’université de St Andrews de 1622 à 1625 et obtient son master of Arts en 1623. Il étudie la théologie, la philosophie scolastique et l’hébreu.
En 1625, il retourne en Pologne où, jusqu’en 1628, il est précepteur dans la famille Kurtzbach-Zawadsk de Leszno. Il fréquente les Frères Tchèques et fait paraître son Enchiridion historiae naturalis (1625-1628, qui est traduit en anglais en 1657).
En 1628, il voyage à travers le Saint-Empire romain germanique et visite notamment Wittenberg, Leipzig, Francfort-sur-le-Main, Franeker. Il étudie à l’université de Cambridge la botanique et la médecine mais aussi à Francfort, à Franeker et à Leyde (où il s’inscrit en 1630).
En 1630, Jan Jonston décline l’offre d’une chaire de philosophie à Deventer pour retourner en Pologne. Il devient le précepteur de Bogusław Leszczyński (1614-1659) dans la maison de Rafał Leszczyński (1579-1636), voïvode de Bielsk.
En 1632, il visite, avec son pupille et les fils d’autres personnalités polonaises, diverses universités européennes. Il s’arrête d’abord à Deventer et Leyde. Il fait alors paraître son Thautomatographia naturalis à Amsterdam. En 1634, il visite l’Angleterre. La même année, il reçoit son titre de docteur en médecine à Leyde avant d’être également diplômé ad eundem quelques années plus tard par Cambridge. Il est diplômé en philosophie grâce à une thèse intitulé De Febribus. Jonston et ses élèves continuent de voyager en Europe jusqu’à l’annonce de la mort de Rafał Leszczyński en 1636.
Jonston s’installe à Leszno et reste au service de la maison des Leszczyński avec le titre de Archiater et Civitatis Lesnensis Physicus Ordinarius. Il fait paraître, en 1642, son Idea universae medicinae practicae à Amsterdam (l’ouvrage est traduit en latin en 1644 et en anglais en 1652). Il participe activement à l’université de Leszno alors sous la direction de son ami, le grammairien Comenius (1592-1670). Jonston décline, en 1642, l’offre d’une chaire de médecine à Francfort. Il déclinera de même des offres similaires faites par les universités de Heidelberg et de Leyde.
Il acquiert d’importantes propriétés à Ziebendorf (Składowice), près de Legnica, en 1652. À cause des guerres opposant les Polonais aux Suédois, qui provoquent la persécution religieuse des Polonais protestants, il se retire à Ziebendorf  où il finit ses jours.

## Son œuvre en histoire naturelle

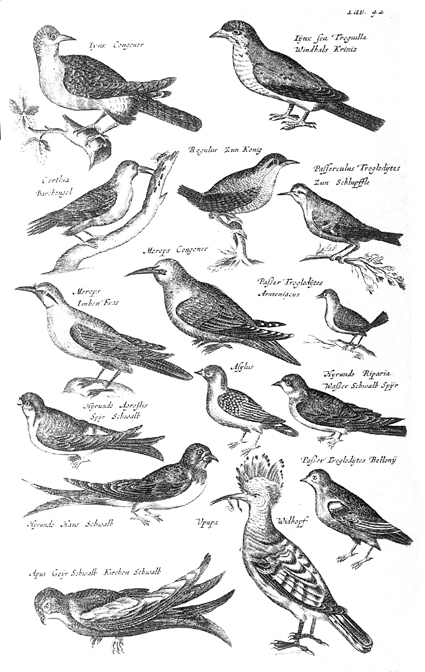
Planche d'illustrations tirée de Historiae naturalis de avibus (1657).

Jonston s'intéresse autant à la médecine qu'à l'histoire naturelle et ses œuvres connaissent une large diffusion, notamment son Historia naturalis, peut-être l'une des dernières encyclopédies de cette nature en Europe.
Mais, influencé par Pline l'Ancien, Aristote, Oppien de Corycos (IIe), Conrad Gessner (1516-1565) et Ulisse Aldrovandi (1522-1605), il ne fait que compiler les ouvrages antérieurs et n'apporte guère de faits nouveaux.
Son Historiae naturalis de avibus est traduite du latin en allemand, en anglais, en néerlandais, en français et sera rééditée jusqu'à la fin du XVIIIe siècle. Les gravures, signées Matthäus Merian, qui illustrent son œuvre sont, souvent, plus réussies que les planches originales dont elles s’inspirent.
L'IPNI lui attribue une abréviation en botanique en qualité d'auteur pré-linéen, mais sans plus de précision.
Jonst. est l’abréviation botanique standard de Jan Jonston.
Consulter la liste des abréviations d'auteur en botanique ou la liste des plantes assignées à cet auteur par l'IPNI, la liste des champignons assignés par MycoBank, la liste des algues assignées par l'AlgaeBase et la liste des fossiles assignés à cet auteur par l'IFPNI.

## Liste partielle des publications
- Historiae naturalis de quadrupedibus libri, cum aeneis figuris, Johannes Jonstonus,... concinnavit  (J. J. Schipperi, Amsterdam, 1657).
- Historiae naturalis de insectis libri II, de serpentibus et draconibus libri II, cum aeneis figuris, Joh. Jonstonus,... concinnavit (ad Moenum 1653; rééd. J. J. fil. Schipper, Amsterdam, 1657, réédité en 1665).
- Historiae naturalis de insectis libri III, de serpentibus et draconibus libri II, cum aeneis figuris, Joh. Jonstonus,... concinnavit (deux parties en un volume, J. J. fil. Schipper, Amsterdam, 1657, réédité en 1667).
- Historiae naturalis de exanguibus aquaticis libri IV, cum figuris aeneis, Joannes Jonstonus,... concinnavit (J. J. Schipperi, Amsterdam, 1657, réédité en 1665).
- Historiae naturalis de piscibus et cetis libri V, cum aeneis figuris, Johannes Jonstonus,... concinnavit (J. J. Schipperi, Amsterdam, 1657).
- Historiae naturalis de avibus libri VI cum aeneis figuris Johannes Jonstonus,... concinnavit (J. J. Schipperi, Amsterdam, 1657).
- De Communione veteris Ecclesiae syntagma, ex bibliotheca Johannis Jonstoni,... (Elzevir, Amsterdam, 1658).
- Johannis Jonstonii,... de Festis Hebraeorum et Graecorum schediasma (V.J. Trescheri, Bratislava, 1660).
- Magni Hippocratis,... Coacae praenotiones, graece et latine... cum versione D. Anutii Foesii,... et notis Joh. Jonstoni,... (Elzévir, Amsterdam, 1660).
- Idea hygieines recensita, libri II. Johannes Jonstonus,... cum cura revidit (V.J. Trescheri, Iéna, 1661, réédité en 1667).
- Notitia regni mineralis, seu Subterraneorum catalogus, cum praecipuis differentiis (V.J. Trescheri, Leipzig, 1661).
- Notitia regni vegetabilis, seu Plantarum a veteribus observatarum... in suas classes redacta series (V.J. Trescheri, Leipzig, 1661).
- Dendrographias, sive historiae naturalis de arboribus et fructicibus, tam nostri quam peregrini orbis, libri decem, figuris aeneis adornati, Johannes Jonstonus,... concinnavit... (M. Meriani, Francfort-sur-le-Main, 1662).
- Historiae naturalis de serpentibus, libri II, Joannes Jonstonus,... concinnavit  (J. J. Schipperi, Amsterdam, 1667).
- Theatrum universale omnium animalium, piscium, avium, quadrupedum, exanguium aquaticorum, insectorum et angium (R. et G. Weststenios, Amsterdam, 1718).
- Collection d'oiseaux les plus rares... pour servir d'intelligence à l'Histoire naturelle et raisonnée des différens oiseaux qui habitent le globe... traduite du latin de Jonston... De laquelle on a fait précéder l'histoire particulière des oiseaux de la ménagerie du Roi, peints par... Robert et gravés par lui-même (L.-C. Desnos, Paris, 1772).
- Histoire naturelle et raisonnée des différens oiseaux qui habitent le globe... traduite du latin de Jonston... de laquelle on a fait précéder l'histoire particulière des oiseaux de la ménagerie du Roi. 1re partie. Des Oiseaux de la ménagerie du Roi (L.-C. Desnos, Paris, 1773).
- L'Histoire naturelle et raisonnée des différens oiseaux qui habitent le globe... traduite du latin de Jonston... De laquelle on a fait précéder l'histoire particulière des oiseaux de la ménagerie du Roi, peints par... Robert et gravés par lui-même (L.-C. Desnos, Paris, 1773).

## Source
- (en) Cet article est partiellement ou en totalité issu de l’article de Wikipédia en anglais intitulé « John Jonston » (voir la liste des auteurs) (version du 28 avril 2006).

## Note
1. ↑  Certaines sources sont réservées sur la précision de cette date.
2. ↑  Voir par exemple, la citation de Jonsten à l'article Loutre du Grand vocabulaire françois : contenant 10. L'explication de chaque mot dans ses diverses acceptions grammaticales, Par Guyot (Joseph Nicolas, M.),Sébastien-Roch-Nicolas Chamfort,Ferdinand Camille Duchemin de la Chesnaye (P 297 de la version numérique), Ed, C. Panckoucke, 1768
3. ↑  Jan Jonston et les représentations de l'ibis chauve.